# Batak Point
Der Batak Point (englisch; bulgarisch нос Батак nos Batak) ist eine Landspitze an der Nordwestküste von Smith Island im Archipel der Südlichen Shetlandinseln. Sie liegt 7 km nordnordöstlich des Kap James.
Bulgarische Wissenschaftler kartierten sie 2008. Die bulgarische Kommission für Antarktische Geographische Namen benannte sie im selben Jahr nach der Stadt Batak im Süden Bulgariens.